# Ein Sommer in Amalfi
Ein Sommer in Amalfi ist ein deutscher Fernsehfilm von Jorgo Papavassiliou aus dem Jahr 2013. Ann-Kathrin Kramer und Carlos Leal spielen die Hauptrollen, tragende Rollen sind mit Steffen Groth, Armando Dotto, Marie Nasemann und Carlo Degen besetzt. Bei dem in der Rubrik „Herzkino“ startenden ZDF-Sonntagsfilm handelt es sich um die neunte Folge der Filmreihe Ein Sommer in …, die an wechselnden Schauplätzen der Welt spielt. Das ZDF empfahl den Film mit den Worten: „Große Gefühle vor traumhafter Kulisse“.

## Handlung
Claudia Wesskampe, die eigentlich Urlaub in ihrem geliebten Ferienland Schweden machen wollte, muss sich stattdessen nach Süditalien begeben, da ihr bester Autor und guter Freund Kai sich ein Bein gebrochen hat. Zudem hat er den erhaltenen Vorschuss und die Reisespesen bereits ausgegeben, ohne bisher auch nur eine Zeile für den Romantik-Reiseführer, der auf der anstehenden Buchmesse präsentiert werden soll, zu schreiben. Das heißt für Claudia, die einen kleinen Reisebuchverlag in Gelsenkirchen führt, dass sie die Recherchen für den Reiseführer selbst übernehmen muss, um ihr kleines Unternehmen zu retten. Nach einem anstrengenden Weg vom Schiff die steile Felsenküste hinauf zur Bushaltestelle, fährt ihr der Bus vor der Nase weg. Glücklicherweise trifft Claudia auf Padre Leo Muti, dessen Weg zum Krankenhaus führt und der sie dorthin mitnimmt. Obwohl Claudia Kai entlassen will, bringt sie es nicht über sich und geht auf seinen Vorschlag ein, den Reiseführer gemeinsam zu erstellen. Sein Vorschlag ist, dass sie die Routen abfährt, die er schon erstellt hat, ihm dann ihre Eindrücke schildert und er dazu dann den Text schreibt.
Da Claudia ein Taxi vor der Nase weggeschnappt wird, steigt sie wieder zu Padre Leo Muti ins Auto, der mit ihr zu seiner Schwester Elisabetta fährt, die beide herzlich willkommen heißt. Dort lernt Claudia auch Luca kennen, er ist der Neffe des Padre und dessen Schwester Elisabetta. In den folgenden Tagen ist Luca immer da, wenn Claudia sich in Schwierigkeiten befindet. Im ersten Fall ist er zur Stelle, als sie mit einem Mietwagen einem anderen Fahrzeug ausweichen muss, wobei ein Reifen des Wagens platzt. Als sie anschließend zusammen essen, erzählt er ihr, dass er – unglücklich – verheiratet sei und zwei Hotels besitze, eines davon in Amalfi, weshalb er sich seine Zeit nach eigenem Belieben einteilen könne.
Inzwischen ist Kai aus dem Krankenhaus entlassen und wieder zurück in dem vom Verlag gemieteten Appartement, in dem auch Claudia jetzt wohnt. Er erzählt ihr, dass er in den Kellner verliebt sei, der in dem Restaurant auf der gegenüberliegenden Seite der Straße arbeite und der auch für sein Missgeschick, den Sturz von der Treppe, verantwortlich sei. Claudia überrascht ihn ihrerseits mit der Mitteilung, dass ihre Mutter vor vielen Jahren ihren Vater und sie, als sie noch ein Kind war, wegen eines Italieners verlassen habe. Daher rührt wohl auch ihr Trauma hinsichtlich Italien und ihre Abneigung gegen Pizza und Zitroneneis. Später erzählt sie dem Padre, dass sie neun Jahre alt gewesen sei, als ihre Mutter mit einem italienischen Gastarbeiter einfach fortgegangen sei. Er bietet Claudia an, ihr zu helfen, ihre Mutter zu finden, um ihren Frieden mit ihr zu machen, denn das sei die Voraussetzung, frei und für Neues offen zu sein.
Als Claudia ein Boot mieten will, um Aufnahmen vom Wasser aus zu machen, ist auch das wieder nicht vom Erfolg gekrönt. Aber wiederum ist Luca zur Stelle und bietet sich und sein Schiff an. Als sie ihn zum Dank zum Abendessen einladen will, teilt er ihr mit, dass Tante Elisabetta sie beide zum Abendessen erwarte. Zusammen mit Elisabetta brät Claudia Wiener Schnitzel für alle. Luca meint später, das käme einem Ritterschlag gleich, denn Elisabetta lasse bei weitem nicht jeden in ihre Küche. 
Bald darauf schlafen beide miteinander. An diesem Abend wird Claudia Zeugin eines wenig schönen Vorfalls. Lucas Tochter Caterina ist mit dem jungen Musiker Marcello zusammen, was ihrem Vater überhaupt nicht passt. Er bezeichnet ihn als ihr nicht ebenbürtig und jemanden, der sich ins gemachte Nest setzen wolle. Am anderen Morgen erfährt Claudia von Caterina, dass sie glaube, schwanger zu sein. Claudia rät ihr, mit Elisabetta zu sprechen. Dann geht sie zu Luca und nimmt Abschied von ihm. Kurz darauf erfährt sie vom Padre, dass ihre Mutter vor sechs Jahren an Krebs verstorben sei. Antonio, mit dem ihre Mutter zusammen gewesen sei, lebe aber noch. Zusammen mit dem Padre will Claudia Antonios Wunsch nachkommen, ihn zu besuchen. Von ihm erfährt Claudia, dass ihre Mutter verzweifelt versucht habe, Kontakt zu ihr zu bekommen, ihr Vater aber jeden Versuch im Keim erstickt und unterbunden habe. Er überreicht ihr einen Packen mit Briefen, die ungeöffnet aus Deutschland zurückgekommen sind.
Claudias Tipp betreffend Tante Elisabetta war goldrichtig, sie regelt das auf ihre ganz eigene Weise und findet auch Luca gegenüber die Worte, die ihn darüber nachdenken lassen, ob es nicht das Wichtigste sei, dass seine Tochter glücklich ist. Zuvor kommt es jedoch noch zu einem Unfall, bei dem Caterina verletzt wird, als sie ihren Wagen gegen eine Mauer fährt. Sie ist so außer sich, weil ihr Marcello gesagt hat, dass er sie verlassen werde, damit ihr Vater nicht auch noch sie hasse. Zum Glück kommt sie mit einer Gehirnerschütterung und einer geprellten Rippe davon. Dem Baby, das sie erwartet, ist nichts passiert.
Als Claudia nach Hause fliegen will, überreicht ihr der Taxifahrer eine Schatulle, in der sich ein Kreuz befindet mit einem Zettel „Liebesversicherung“. Auf der anderen Straßenseite steht Luca. Er sagt ihr, eine solche Versicherung gebe es nicht für Affären, sondern nur für echte Liebe. Er solle ihr von Caterina ausrichten, dass sie sich freuen würde, wenn Claudia den Sommer über bleiben würde. Auf ihre Frage an Luca „und Du“, antwortet er lächelnd: „Wäre ich sonst hier?“ Bevor sich beide umarmen und küssen, meint Claudia noch lächelnd, sie möchte nun Zitroneneis essen gehen.

## Produktion

### Produktionsnotizen

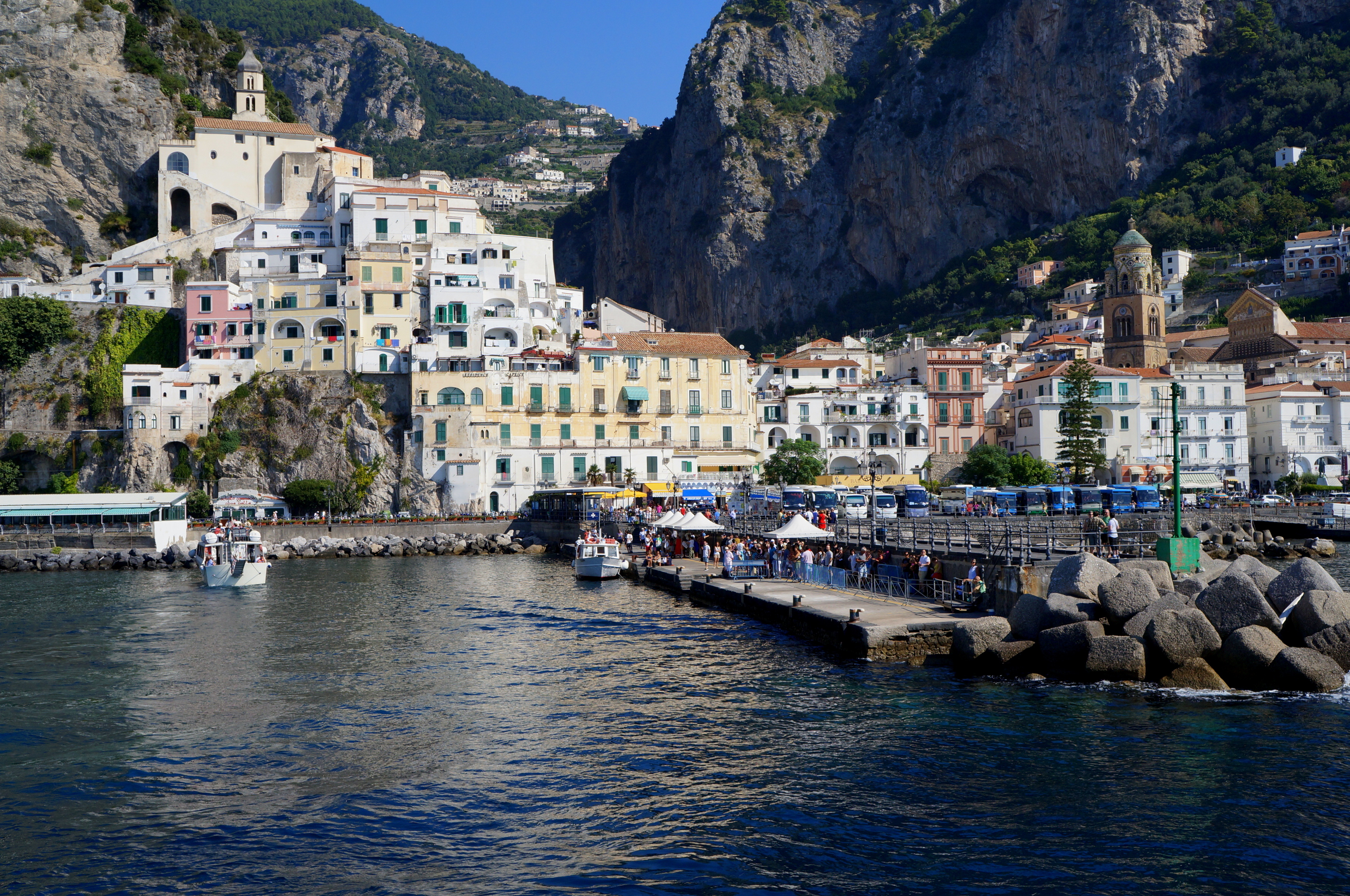
Stadtbild von Amalfi, Drehort des Films

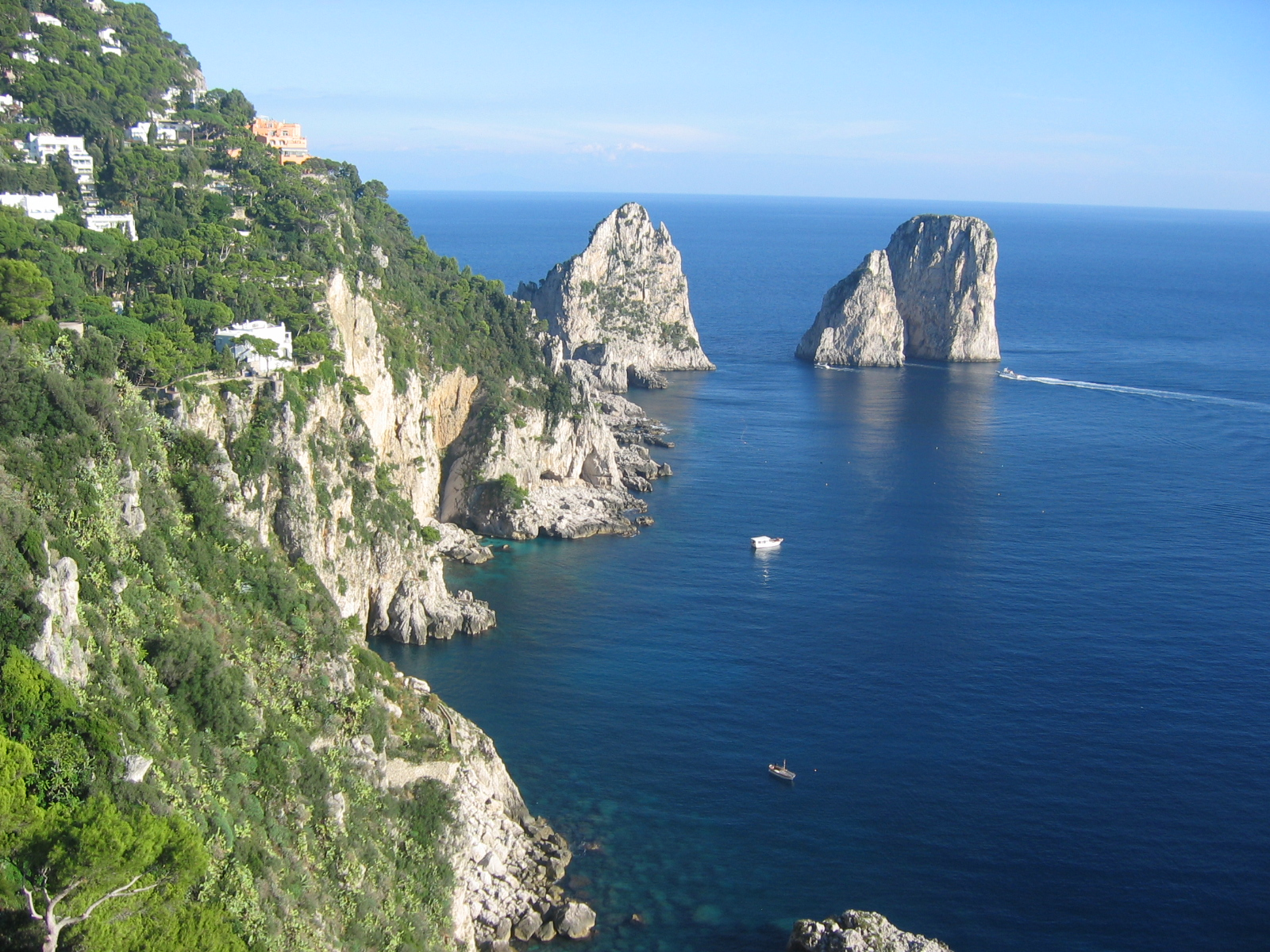
Amalfi, Küstenregion, weiterer Drehort

Ein Sommer in Amalfi wurde vom 10. September bis zum 9. Oktober 2012 an Schauplätzen in Amalfi und der gleichnamigen Küste gedreht. Die Redaktion lag bei Rita Nasser. Am Ende des Films ertönt das Lied E Ritorno Da Te von Laura Pausini.

### Hintergrund
Ann-Kathrin Kramer erzählte, dass Amalfi für sie auf jeden Fall zu einer Gegend zähle, die „besonders beseelt“ sei. Natürlich seien die Herzkino-Sonntagsfilme kleine Märchen. Das sei aber „vollkommen legitim und einfach sehr hübsch“, auch wenn es mit der Realität wohl nicht so viel gemein habe. Auf die Frage, ob der Charme italienischer Männer durchaus real sei, antwortete Kramer, schon, aber sie glaube, dass der typische italienische Mann „letztlich ein kleines Mama-Söhnchen“ sei, was „natürlich auch seinen Reiz“ habe. An ihrer Rolle gefalle ihr besonders, dass Claudia einen eher spröden Charme versprühe. Sie möge diese Art von Humor und derartige Frotzeleien. Ihr werde eine solche Art im Übrigen „auch selbst oft nachgesagt“. Angesprochen auf die Liebesszenen im Film, die sie mit ihrem Filmpartner Carlos Leal habe, meinte Kramer, solche Szenen seien nie wirklich angenehm, da alle Beteiligten „über ihren Schatten springen“ müssten. Aber bei diesem Film habe sie das Glück gehabt, dass mit Carlos nicht nur ein toller Schauspieler an ihrer Seite gewesen sei, sondern auch ein sehr netter Mensch. Das mache es natürlich leichter, als wenn man mit jemandem spielen müsse, den man partout nicht riechen könne.

### Veröffentlichung
Erstmals zu sehen war der Film am Sonntag, dem 7. April 2013, im Programm des ZDF. Studio Hamburg Enterprises gab ihn am 26. Juni 2015 auf DVD heraus.

## Rezeption

### Einschaltquote
Der Film konnte bei seiner Erstausstrahlung 6,25 Mio. Zuschauer verbuchen, was einem Marktanteil von 17,3 Prozent entsprach.

### Kritik
Die Kritiker der Fernsehzeitschrift TV Spielfilm zeigten mit dem Daumen nach unten, sprachen von „TV-Schmus“ und zogen das Fazit: „Che palle! Jeder Topf kriegt seinen Deckel!“
Rainer Tittelbach nahm sich des Films auf seiner Seite tittelbach.tv an, gab ihm 3,5 von sechs möglichen Sternen und meinte: „Alles zu viel Klischee! […] ‚Ein Sommer in Amalfi‘ ist eine komödiantische Urlaubsromanze, die das Leichte mit dem angedeuteten Schweren auf gelungene Art und Weise verbindet. Figuren auf der Höhe ihrer Zeit, Hitchcock-Reminiszenz, gute Optik!“ Ein „wesentlicher Grund, weshalb diese ZDF-Sonntagsromanze so angenehm frisch“ wirke, hänge „mit den Figuren zusammen“. Sie müssten „sich nicht dem Genre zuliebe dümmer stellen, als die Zuschauer oder die Autorin“ seien. Im Film geschehe das Abwägen von Gefühlen „sehr zeitgeistgemäß“. Und „nicht nur die Autorin; auch die Reisebuch-Verlegerin und ihr Autor“ würden Hitchcocks Ein Fenster zum Hof kennen. So besitze „dieser Film – trotz angenehm überschaubarem Plot – genug Reizpotenzial für 90 Minuten. Und die moderne Bildsprache (ein mediterraner Traum: Das Zimmer mit Sicht auf die Piazza)“ tue „ihr Übriges“.